# 环生籽科
环生籽科也叫戴毛子科或毛子树科，只有1属1种—毛子树（Plocosperma buxifolia），生长在中美洲。
本科植物为常绿灌木或小乔木，单叶对生，叶子非常小；花相当大；果实为蒴果，种子一端有毛。
1981年的克朗奎斯特分类法将其列入马钱科，属于龙胆目，1998年根据基因亲缘关系分类的APG 分类法认为应当单独分出一个科，但没有分入任何一目，直接放在I类真菊分支之下，2003年经过修订的APG II 分类法将其列在唇形目中。